# 星山伽倻
星山伽倻，传说是朝鲜三国时期由伽倻联盟的六伽倻之一，又称碧珍伽耶。星山这一地名是新罗景德王时公元757年确定的。星山伽倻是景德王以后才出现的名称。
星山伽倻前身是伽倻的叫碧珍国的小国发展而来，4世纪末以后力量逐渐薄弱。纳入麾下新罗的控制。最终6世纪初完全变成了新罗合并。星山伽倻的首都是今天大韩民国的星州郡。